# Pabellón de Hielo de Jaca
Der Pabellón de Hielo de Jaca (auch Palacio de Hielo de Los Pirineos) ist eine Eissporthalle in der spanischen Stadt Jaca, die im Jahr 2007 eröffnet wurde. Die Halle ist eine von fünf in Spanien im olympischen Format (30 m × 60 m) und die Einzige die darüber hinaus über eine zweite Eisfläche (20 m × 50 m) verfügt. Der Pabellón de Hielo ist die Heimspielstätte des Eishockeyklubs CH Jaca aus der spanischen Superliga. Sie bietet 1900 Zuschauern Platz, kann aber bei Bedarf auf maximal 3579 erweitert werden. An die Haupthalle schließt sich eine Trainingshalle an.